# Iperf
Iperf je jednoduchý softwarový nástroj sloužíci k testováni rychlosti sítě.

## Popis činnosti
Měření probíhá tak, že iperf je spuštěn na jedné straně jako server a na druhé se připojuje klient. Velikou výhodou je, že existuje ve verzi pro systém Windows i Linux.

## Ovládání
- Spuštění serveru: iperf -s
- Připojení se klientem: iperf -c <adresa iperf serveru>

- Výpis nápovědy a parametrů (help): iperf -h

- Instalace iperf v Gentoo: emerge iperf
- Instalace iperf v Debian/Ubuntu: apt-get install iperf
- Instalace iperf v FreeBSD: portinstall iperf
- Instalace iperf v OpenSuse: zypper install iperf

Pokud chceme měřit duplexně (tedy download/upload) současně, přidáme parametr -d, tedy:
iperf -c <adresa iperf serveru> -d